# دایموند هد (هاوایی)
دایموند هد یک مخروط آتشفشانی در جزیره اواهو، هاوایی است. در زبان هاوایی به نام له‌های خوانده می‌شود. نام انگلیسی آن در قرن نوزدهم توسط دریانوردان انگلیس انجام شد، که کریستال‌های کلسیت موجود در ساحل مجاور را برای الماس اشتباه گرفتند.

## زمین‌شناسی
دایموند هد بخشی از سیستم مخروطها منافذ و جریانهای فوران آتشفشانی مرتبط با آنها است که به‌طور کلی با عنوان سری آتشفشانی هونولولو شناخته می‌شوند، از زیر مجموعه آتشفشان کو اولاو که مدت‌ها پس از تشکیل آتشفشان و فروکش کردن آن اتفاق افتاد. علاوه بر دایموند هد سری آتشفشانی هونولولو رشته‌ای از نقاط دیدنی معروف جزیره اواهو را ایجاد کرده‌است، از جمله دهانه کوکو هد، پانچ باول، هانوما بی و جزیره ماناما.
به مانند بقیه سری‌های آتشفشانی هونولولو، دایموند هد بسیار جوان تر از آتشفشان اصلی کوه کو لائو است. در حالی که کو لائو نزدیک به ۲/۶ میلیون سال قدمت دارد، سن دایموند هدالماس بین ۴۰۰۰۰۰ تا ۵۰۰۰۰۰ سال تخمین زده می‌شود.

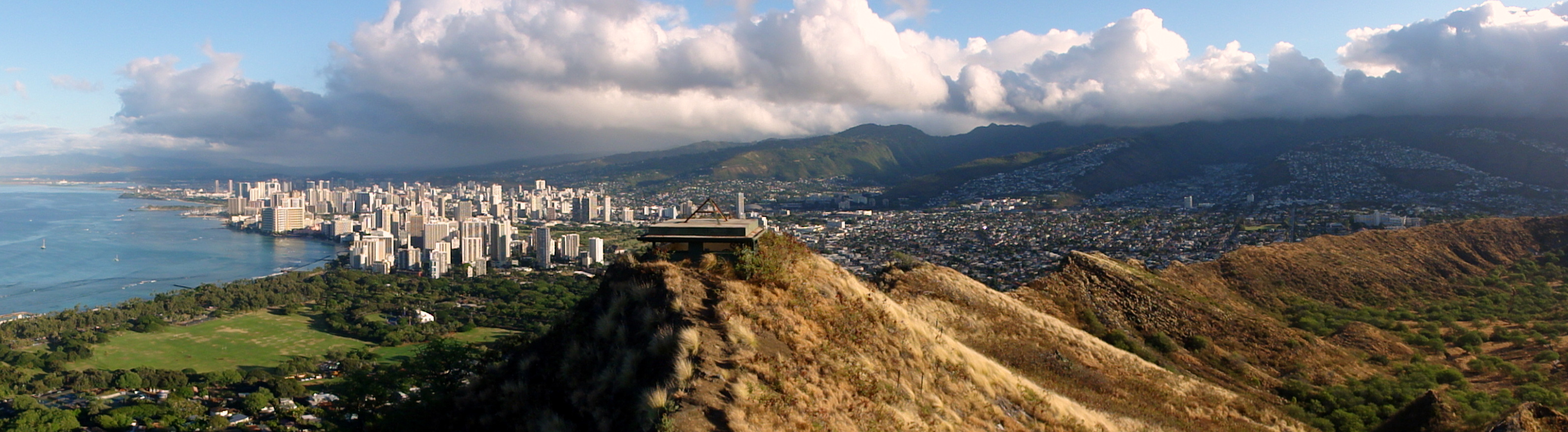
نمای از حاشیه نشان دادن محله وایکیکی (سمت چپ)، مخروط (سمت راست) و تابلو در اوج (وسط)